# ホルスト・ヘルト
ホルスト・ヘルト（Horst Heldt、1969年12月9日 - ）は、西ドイツ出身のサッカー選手。現役時代のポジションはMF。

## 経歴
地元クラブのSVコニグスウィンターやFVバッドホネフ、1.FCケルンなどのユースで育つ。1990年から1995年までケルンのトップチームでプレーした後、TSV1860ミュンヘンへ移籍。その後、1999年にアイントラハト・フランクフルトへと移った。2001年からはオーストリアのクラブであるSKシュトゥルム・グラーツでプレー。2003年1月に再びドイツでと戻り、2006年にVfBシュトゥットガルトで引退。ブンデスリーガでは359試合に出場し、ドイツ代表としても2度ピッチに立った経験を持つ。
引退後の2006年1月、シュトゥットガルトのゼネラルマネージャーとなる。ジョバンニ・トラパットーニに変えてアルミン・フェーを監督に招き入れ、クラブはブンデスリーガ優勝、DFBポカール準優勝などの成績を残した。
2010年7月にFCシャルケ04へと移り、フェリックス・マガトの退団後はスポーツ部門の責任者となった。